# Đám mây Hills

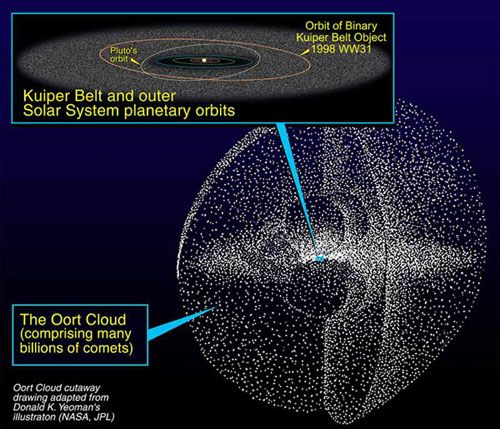
Quan điểm của nghệ sĩ về đám mây Oort, đám mây Hills và vành đai Kuiper (hình nhỏ)

Trong thiên văn học, đám mây Hills (còn gọi là đám mây Oort bên trong  và đám mây bên trong ) là một đĩa vũ trụ tròn lý thuyết rộng lớn, bên trong đám mây Oort, có đường viền ngoài sẽ nằm ở khoảng 20.000 đến 30.000 đơn vị thiên văn (AU) từ Mặt trời, và có đường viền bên trong, ít được xác định rõ, nằm ở vị trí giả thuyết tại 250-1500AU, vượt xa quỹ đạo của vật thể và hành tinh Vành đai Kuiper - nhưng khoảng cách có thể lớn hơn nhiều. Nếu nó tồn tại, đám mây Hills chứa số lượng sao chổi gấp 5 lần so với đám mây Oort.
Sao chổi đám mây Oort liên tục bị nhiễu loạn do môi trường của chúng. Một phần không đáng kể rời khỏi Hệ Mặt trời hoặc tìm đường vào hệ thống bên trong. Do đó, nó đáng lẽ đã bị cạn kiệt từ lâu, nhưng nó đã không. Lý thuyết đám mây Hills giải quyết tuổi thọ của đám mây Oort bằng cách đưa ra một khu vực bên trong đám mây Oort đông dân cư. Các đối tượng được đẩy ra từ đám mây Hills có khả năng kết thúc ở vùng đám mây Oort cổ điển, duy trì số lượng vật thể của đám mây Oort. Có khả năng đám mây Hills có mật độ sao chổi lớn nhất trong toàn Hệ Mặt trời.
Sự tồn tại của đám mây Hills là hợp lý, vì nhiều vật thể đã được tìm thấy. Nó sẽ dày đặc hơn đám mây Oort. Tương tác hấp dẫn với các ngôi sao và hiệu ứng thủy triều gần nhất từ thiên hà đã tạo ra quỹ đạo tròn cho sao chổi trong đám mây Oort, có thể không phải là trường hợp của sao chổi trong đám mây Hills. Tổng khối lượng của đám mây Hills là không rõ; Một số nhà khoa học nghĩ rằng nó có khối lượng lớn hơn đám mây Oort.